# 프레카리아트
프레카리아트(영어: precariat)는 저임금·저숙련 노동에 시달리는 불안정 노동 무산계급을 가리키는 신조어이다. 이 말은 이탈리아어로 '불안정한'이라는 의미의 프레카리오(이탈리아어: precario)와 무산 계급을 뜻하는 프롤레타리아트(독일어: proletariat)의 합성어이다. 프레카리아트라는 용어는 2004년 유로메이데이 행사에서 처음 등장했으며, 이탈리아 밀라노를 시작으로 여러 지역의 노동운동으로 퍼져나갔다.

## 정의
영국의 경제학자 가이 스탠딩에 따르면 프레카리아트는 불안정한 삶에 노출될 수밖에 없는 계급을 의미한다. 이들은 여가도, 직업 안정성도 없이 저숙련·저임금 노동을 전전한다.
신자유주의는 기업 입장에서 비용 최소화를 위해 노동시장 유연성을 도입하고 노동자를 해고하기 쉽게 한다. 한편으로 기술의 발전으로 기계화와 자동화가 이뤄지는데, 하드웨어와 소프트웨어의 설계자들을 제외한 거의 대부분의 인간은 기계에 일자리를 뺏기게 된다. 이들은 기계 주변부에 머무르며 일회적이고 불안정한, 아직 기계화되지 않은 노동만을 임시적으로 담당하게 된다. 숙련기술이 많이 필요한 일일수록 기술 개선이 이뤄질 가능성이 높아 탈숙련화될 가능성이 높아진다. 직업적 자부심과 전문성, 직업 안정성을 가지고 일할 수 있는 노동자의 수는 감소하고, 상당수가 프레카리아트로 전락한다. 프레카리아트는 원래 “떠돌아다니는 ‘도시 유목민’, 온전한 시민이 아닌 거류민(이주노동자), 장애인 등이지만 점점 그 수가 늘어 지금은 돌봄과 돈벌이라는 이중노동에 시달리는 여성, 시시때때로 부서나 근무지를 옮기면서 직무불안에 시달리는 회사원, 구조조정으로 잘린 샐러리맨, 퇴직 노인, 부채 덫에 내몰린 청년들까지 포함한다.”

## 현황
한겨레 “이코노미 인사이트”에 따르면, “불안정한 직업들을 전전하면서 불안한 노동 생애를 날마다 보내고 있는 프레카리아트는 전세계적으로 수십억 명에 이른다. 대부분은 ‘도시 유목민’처럼 자신들이 어디로 가는지, 미래에 어디에 있을지도 모른 채 살아간다. 이들은 정체성도 없고, 일정한 직업도 없고, 자기 인생의 미래를 설계하지도 못한다. 프레카리아트는 일자리를 갖고 있어도 사 내 복지 혜택을 거의 받지 못하며, 국가가 제공하는 공적연금 복지도 일부 제한적으로만 받는다. 이들은 미래에 대한 희망 없이 비정규직으로 서비스 섹터를 전전하며 살아간다.”
일본에서 이 계급은 프리터라고 불리며, 20여만 명이 넘는 프레카리아트를 이루고 있는 것으로 파악되고 있다.

## 분석
스탠딩은 저서 《프레카리아트: 새로운 위험한 계급》에서 프레카리아트에 대해 이렇게 썼다.

1970년대, 이데올로기에 심취한 경제학자의 한 무리가 정치인들의 귀와 마음을 사로잡았다. 이들의 “신자유” 모형의 중심에 자리한 것은 성장과 발전이 시장 경쟁력에 달려 있다는 것이었다. 경쟁과 경쟁력을 최대화하기 위해 모든 것이 이뤄져야 했고, 시장의 원칙이 삶의 모든 측면에 스며들어야 했다.
그 주제 중 하나가 국가들은 노동시장 유연성을 늘려야 한다는 것으로서, 이것은 리스크와 불안정을 노동자와 그 가족들에게 이전하라는 뜻인 것으로 드러났다. 그 결과 전세계적 “프레카리아트”가 출현하였는데, 이들은 안정성의 닻 없이 전세계 수백수천만을 이루고 있다. 그들은 새로운 위험한 계급이 되어가고 있다. 그들은 추한 목소리에 귀기울이기 쉬우며, 그 목소리들에 투표와 돈을 바쳐 점점 더 영향력 있는 정치강령이 되게끔 하고 있다. 상태가 좋고 나쁨을 가리지 않고 모든 정부가 다 많든 적든 받아들인 이 “신자유” 의제의 성공이, 정치적 괴물의 태동을 불렀다. 이 괴물이 태어나기 전에 행동해야 한다.

스탠딩은 프레카리아트 위기의 해법으로 기본소득을 제시하고 있다.

## 참고 문헌
1. ↑  Marcello Tarì, Ilaria Vanni, FCJ-023 On the Life and Deeds of San Precario, Patron Saint of Precarious Workers and Lives
2. ↑  Alex Foti, The Precariat For Itself: EuroMayDay and Precarious Workers’ Movements
3. 1 2 3  Standing, Guy (2011). 《The Precariat: The New Dangerous Class》. Bloomsbury. ISBN 978-1-84966-352-6.
4. ↑  김찬호 (2014년). “불안정 노동의 시대, 어떻게 대응할까”. 《녹색평론》. 2019년 5월 12일에 확인함.
5. ↑  이유진 (2014년 6월 29일). “‘위험한 계급’ 구출 안하면 남는 것은 지옥문”. 《한겨레》. 2017년 5월 2일에 확인함.
6. ↑  조계완 (2010년 9월 1일). “21세기 위험계급 ‘프레카리아트’”. 《이코노미 인사이트》. 2017년 5월 2일에 확인함.
7. ↑  Machiko Osawa and Jeff Kingston (July 1, 2010). "Japan has to address the ‘precariat’". 파이낸셜 타임즈.